# Flickan med sju namn
Flickan med sju namn (originaltitel: The Girl With Seven Names) är en självbiografisk bok skriven 2014 av Hyeonseo Lee (hangul: 이현서) och David John. I den beskrivs den nordkoreanska avhopparen Hyeonseo Lees liv och hennes flykt från landet. Den publicerades 2018 i svensk översättning av Emeli André, och har därtill utgivits i 19 länder.

## Handling
Hyeonseo Lee, som växte upp i Nordkorea, började efter 1990-talets hungersnöd i landet tvivla på regimens propaganda. När hon var 17 år gammal flydde hon till Kina, och kunde inte återvända då det skulle innebära fara för henne och hennes familj. Hon lärde sig snabbt kinesiska och anpassade sig för att överleva i det nya landet. Tolv år efter flykten återvände hon till den nordkoreanska gränsen för att försöka smuggla ut sin mor och sin bror.